# Sword Art Online – The Movie: Ordinal Scale
Sword Art Online – The Movie: Ordinal Scale (劇場版 ソードアート・オンライン -オーディナル・スケール- Gekijō-ban Sōdo Āto Onrain -Ōdinaru Sukēru-) ist ein japanischer Fantasy- und Adventure-Animationsfilm basierend auf der gleichnamigen Light-Novel-Reihe von Reki Kawahara. Er wurde produziert von Tomohiko Itō in Zusammenarbeit mit den Animationsstudios A-1 Pictures, Kadokawa Pictures, Genco und ASCII Media Works und kam am 18. Februar 2017 in die japanischen Kinos.
Weltweit spielte der Film rund 4,3 Milliarden Yen ein, was ungefähr 38 Millionen US-Dollar entsprach. Dabei wurde der Film in 7.500 Kinos in 27 Ländern gezeigt, davon befanden sich 6.000 alleine in der Volksrepublik China, wo Sword Art Online – The Movie: Ordinal Scale 6,1 Millionen US-Dollar einspielte. In Japan startete der Film mit mehr als 300.000 Besuchern und spielte am ersten Wochenende knapp 3,8 Millionen Dollar ein.
Durch die Ausstrahlung in offiziellen Kinos in Los Angeles und den gesamten Vereinigten Staaten qualifizierte sich der Film für eine Einreichung bei den Oscars 2018. Dort wurde Sword Art Online – The Movie: Ordinal Scale neben A Silent Voice, In this Corner of the World, Ancien und das magische Königreich und Mary and the Witch’s Flower für eine Nominierung in der Kategorie Bester animierter Spielfilm vorgeschlagen und landete auf der Shortlist. Allerdings wurde keiner der vorgeschlagenen japanischen Animationsfilme für einen Oscar in dieser Kategorie nominiert, was für Unverständnis in Teilen der Bevölkerung sorgte.

## Handlung
Im Jahr 2026 wird das neue Spielsystem Augma, ein alternatives Spielsystem zur AmuSphere, veröffentlicht. Augma besitzt die Funktion, eine virtuelle Realität zu simulieren, während der Benutzer bei vollem Bewusstsein ist. Das bekannteste Spiel für Augma ist das kampfbasierte Ordinal Scale, in welchem die Fähigkeiten der Spieler anhand von Ordinalzahlen sortiert werden.
Asuna, Lisbeth und Silica regen Kirito an, das Spiel auszuprobieren, nachdem sämtliche Bosse aus Aincrad aufgetaucht sind. Kirito nimmt mit Asuna und Klein an einem Bosskampf teil. Während des Kampfes erscheint das Maskottchen des Spiels, die virtuelle Idol-Sängerin, und stärkt die Spieler durch ihren Gesang. Kirito schafft es aufgrund fehlender physischer Werte und Schnelligkeit nicht, gute Leistungen abzurufen. Eiji, der bis dahin zweitstärkste Spieler, hilft der Gruppe, den Boss zu besiegen. Bevor Asuna den letzten Schlag gegen den Boss führen kann, flüstert Eiji „Switch“, eine Funktion, die sie aus dem MMORPG Sword Art Online (SAO) kennt.
In der darauf folgenden Nacht stößt Asuna zu Klein und seiner Gruppe, um einen weiteren Boss zu besiegen, während sie auf einen weiteren Mitspieler warten, unwissend dass dieser von Eiji in der Nacht zuvor verletzt wurde. Asuna kämpft weiter und wird abermals von Yuna unterstützt. Klein und seine Gruppe werden aus dem Hinterhalt von einem weiteren Bossgegner und Eiji attackiert und besiegt. Am Morgen danach übt Kirito in einem Park den Umgang mit Ordinal Scale, als ein Mädchen in einem weißen Umhang erscheint, in die Ferne zeigt und wieder verschwindet. Er trifft auf Asuna, die theoretisiert, dass Eiji ein früheres Mitglied der„Ritter des Blutschwurs“, namentlich Nautilus, sein könnte, während Yui ableitet, dass die Spawnpunkte mit denen in Sword Art Online übereinstimmen.
Asuna, Lisbeth und Silica entschließen sich, erneut einem Kampf beizutreten, in welchem auch Yuna und Eiji auftauchen. Asuna wird beim Versuch, Silica zu helfen, die von Eiji in die Angriffsfläche des Bosses geschubst wurde, vom Monster getroffen und fällt in Ohnmacht. Asuna realisiert, dass ihre Erinnerung an ihre Zeit in Sword Art Online allmählich verblasst. Bei einem Krankenhausbesuch von Kirito finden sie heraus, dass Augma das Gehirn der Überlebenden des SAO-Vorfalls nach Erinnerungen scannt. Kirito stellt bei einem gemeinsamen Kampf mit Sinon gegen einen weiteren Boss, bei dem ein weiterer ehemaliger SAO-Spieler besiegt wird, Untersuchungen an. Sie sehen, wie aus dem besiegten Spieler ein leuchtender Orb in eine Ordinal-Scale-Drohne schwebt. Yui kann diesen Orb nicht abrufen, da sie aus dem Spiel ausgeschlossen wird. Später tritt erneut das Mädchen im weißen Umhang auf, die ihre Handlungen wiederholt und dann verschwindet. Kirito und Yui entdecken, dass das Mädchen auf die Touto Technical University gezeigt hat.
Kirito sucht die Universität auf und trifft auf den Entwickler von Augma, Dr. Tetsuhiro Shigemura, der sich aber weigert, auf die Fragen Kiritos zu antworten. Beim Verlassen der Einrichtung entdeckt Kirito ein Bild eines Mädchens auf Shigemuras Schreibtisch, das Ähnlichkeiten mit Yuna hat. Kirito diskutiert mit Seijirō Kikuoka, der ihn informiert, dass Yuna die Tochter Shigemuras sei und beim SAO-Vorfall starb. Bei einem Besuch Asunas verspricht Kirito, ihre Erinnerungen zurückzuholen. Er trifft abermals auf das Mädchen, das sich als Yuna zu erkennen gibt. Als sie ihm mitteilt, dass sein Level zu niedrig sei, beschließt Kirito auf eigene Faust gegen Bosse zu kämpfen und mithilfe von Leafa und Sinon seine Werte um so viele Level wie möglich zu steigern.
Tage später versammeln sich sämtliche Spieler von Ordinal Scale in einem Stadion, um einem Konzert von Yuna beizuwohnen. Kirito konfrontiert in den niedrigeren Ebenen Eiji, der angibt, einen Weg zu kennen, um Asunas Erinnerungen zurückzubringen. Kirito besiegt Eiji, welcher ihm berichtet, dass Shigemura die Erinnerungen der Sword-Art-Online-Spieler sammelt, um so die Seele seiner Tochter rekonstruieren und sie als AI herunterladen zu können. Dabei offenbart er, dass Shigemura schneller sein Ziel erreiche, wenn sämtliche Spieler an einem Ort sein würden. Er fügt hinzu, dass die Drohnen, die die Erinnerungen der Spieler speichern, genug Energie besäßen, um die Gehirne so zu beschädigen und die Spieler auf eine Art zu töten, wie es beim NerveGear der Fall war.
Als sämtliche Bossmonster Aincrads in dem Stadion erscheinen, greifen Kirito und Yuna in den Kampf ein. Yuna offenbart, dass Augma wie das NerveGear die Fähigkeit „FullDive“ besitzt und nutzen könne, um den stärksten Boss zu besiegen. Bevor Kirito mit dem Diving beginnt, überreicht er Asuna einen Ehering. Kirito gelangt mit Lisbeth, Silica, Agil und Sinon in die oberste Ebene des Rubinpalastes. Sie fordern den stärksten Boss heraus, werden aber schnell besiegt. Asuna, Leafa, Klein, sowie diverse Spieler aus Alfheim Online (ALO) und Gun Gale Online (GGO) kommen zur Unterstützung. Yui stellt die in Sword Art Online gespeicherten Fähigkeiten aller Spieler her, wodurch sie gemeinsam den Boss bezwingen. Die Stimme Akihito Kayabas ertönt, gratuliert allen Spielern und überreicht Kirito ein extrem mächtiges Schwert als Preis.
Die Gruppe kehrt in das Stadion zurück, das immer noch von den Monstern heimgesucht wird. Kirito, inzwischen der stärkste Spieler in Ordinal Scale, besiegt die Monster mithilfe seines Schwertes, während Kikuoka Dr. Shigemura im Serverraum von Argus, dem inzwischen geschlossenen Entwicklerunternehmen von Sword Art Online, auffindet und in Gewahrsam nimmt. Yuna stellt die Erinnerungen aller Spieler wieder her und verblasst, da sie aus den Daten des stärksten Bosses kodiert wurde. Kurz darauf erfüllen Kirito und Asuna ihr Versprechen, das sie sich in Aincrad gegeben haben, und sehen sich gemeinsam einen Meteorregen an. Asuna gibt Kirito den Ehering zurück und bittet ihn, ihr diesen an den Finger zu stecken.
Nach dem Abspann wird gezeigt, dass Kikuoka, welcher von Shigemuras Versuch in der AI- und Seelenrekonstruktion beeindruckt ist, diesen zu Rath bringt.

## Synchronisation
Für die deutsche Synchronfassung des Kinofilms zeichnete das Synchronstudio Oxygen Sound aus Berlin verantwortlich. Sämtliche deutschen Stimmen, mit Ausnahme von Asuna, werden von den Synchronsprechern gesprochen, die den Charakteren bereits in den jeweiligen Animeserien ihre Stimmen geliehen haben.
| Rolle                       | japanischer Sprecher (Seiyū) | deutscher Sprecher   |
| --------------------------- | ---------------------------- | -------------------- |
| Kazuto „Kirito“ Kirigaya    | Yoshitsugu Matsuoka          | Patrick Keller       |
| Asuna „Asuna“ Yuuki         | Haruka Tomatsu               | Lisa May-Mitsching   |
| Suguha „Leafa“ Kirigaya     | Ayana Taketatsu              | Julia Meynen         |
| Yui                         | Kanae Itō                    | Christiane Werk      |
| Keiko „Silica“ Ayano        | Rina Hidaka                  | Sarah Madeleine Tusk |
| Rika „Lisbeth“ Shinozaki    | Ayahi Takagaki               | Nina Amerschläger    |
| Shino „Sinon“ Asada         | Miyuki Sawashiro             | Jennifer Weiß        |
| Ryōtarō „Klein“ Tsuboi      | Hiroaki Hirata               | Isaak Dentler        |
| Andrew Gilbert „Agil“ Mills | Hiroki Yasumoto              | Dirk Hardegen        |
| Akihiko Kayaba              | Kōichi Yamadera              | Torsten Michaelis    |
| Seijirō Kikuoka             | Toshiyuki Morikawa           | Matthias Keller      |
| Yuna „Yuna“ Shigemura       | Sayaka Kanda                 | Samira Jakobs        |
| Eiji „Eiji“ Nochizawa       | Yoshio Inoue                 | Nico Sablik          |
| Dr. Tetsuhiro Shigemura     | Takeshi Kaga                 | Bodo Klein           |

## Produktion
Auf dem Herbstfestivel des Dengeki Bunko am 4. Oktober 2015 wurde angekündigt, dass ein neuer Film zum Sword-Art-Online-Franchise produziert werden würde. Dabei wurde bekanntgegeben, dass die Hauptverantwortlichen der Animeserie bei der Erarbeitung des Kinofilms involviert sein werden. Im März des Jahres 2016 wurde der Titel des Films, Sword Art Online – The Movie: Ordinal Scale, bekannt gegeben. Die Synchronsprecher, die den Charakteren in den Animeserien ihre Stimme geliehen haben, wurden auch für den Film bestätigt.
Der Soundtrack des Films, der insgesamt 50 Stücke aufweist, wurde von Yuki Kajiura komponiert und am 22. Februar 2017 über Aniplex veröffentlicht. Kajiura zeichnete bereits als Komponistin für die Musik in der Animeserie verantwortlich. Die japanische Popsängerin LiSA steuerte mit Catch the Moment das Titellied des Films bei. Sayaka Kanda, die im Film die Rolle der „Yuna Shigemura“ spricht, singt in dem Film unter ihrem Charakter die fünf Lieder Ubiquitous dB, Longing, Delete, Break Beat Bark! und Smile for You.

## Kontext
Die Handlung von Sword Art Online – The Movie: Ordinal Scale spielt nach den Ereignissen in Sword Art Online II. Zum Ende des Films wird auf eine Fortsetzung von Sword Art Online verwiesen. Diese erfolgte durch die 3. Staffel, Sword Art Online: Alicization, die zwischen dem 6. Oktober 2018 und dem 30. März 2019 ausgestrahlt wurde.

## Veröffentlichung

### Kino
Sword Art Online – The Movie: Ordinal Scale wurde am 18. Februar 2017 in 151 Kinos in Japan erstmals gezeigt. Am gleichen Tag feierte der Animefilm zudem in mehreren Staaten Südostasiens sowie in Deutschland seine Kinopremiere. Ungefähr zwei Wochen später, am 1. März 2017, wurde der Kinofilm erstmals in Originalsprache mit Untertiteln in den Vereinigten Staaten gezeigt; eine landesweite Aufführung in den Staaten erfolgte eine Woche darauf; die englischsprachige Version des Films wurde am 22. April im Rahmen des Anime Boston gezeigt. Zwischen dem 17. und 19. März folgte Kanada; im Vereinigten Königreich und in der Republik Irland kam Sword Art Online – The Movie: Ordinal Scale ebenfalls in die Kinosäle. Eine Aufführung des Films in Australien und Neuseeland erfolgte am 9. März 2017.
Wenige Tage nach der Erstaufführung wurde der Film im Internet geleakt. Die Spuren führten nach Singapur und Malaysia.

### Heimvideo
In Japan wurde Sword Art Online – The Movie: Ordinal Scale am 27. September 2017 für den heimischen Markt auf DVD und Blu-ray veröffentlicht. Im nordamerikanischen Raum erschien der Film am 9. Dezember des gleichen Jahres. Die japanische DVD- und Blu-Ray-Ausgabe kam unter anderem mit der Sequel-Novel Sword Art Online: Cordial Code, die die Geschichte acht Tage nach den Geschehnissen im Film beschreibt, auf den Markt.
Bereits im März des Jahres 2016 wurde angekündigt, dass der Film im deutschsprachigen Raum auf DVD und Blu-ray veröffentlicht werden wird. Lizenziert wurde Sword Art Online – The Movie: Ordinal Scale von peppermint anime, die eine Veröffentlichung zunächst in den Zeitraum zwischen 2017 und 2018 legten. Die DVD-Veröffentlichung fand am 8. Dezember 2017 statt. Neben einer regulären Ausgabe wurde auch eine limitierte Version veröffentlicht, die neben dem Film eine Soundtrack-CD mit fünf Titeln, ein 56-seitiges Booklet, einen digitalen Streamingcode, Audiokommentare und eine Trailershow beinhaltete. Diese Edition erschien eine Woche später als die Standard-Edition.

## Erfolg

### Einspielergebnisse
Am ersten Wochenende der offiziellen Aufführung des Films in Japan landete Sword Art Online – The Movie: Ordinal Scale auf Platz 1 der heimischen Kinocharts. Dabei wurde der Film in 151 japanischen Kinos gezeigt und spielte mehr als 3,7 Millionen US-Dollar bei über 300.000 Zuschauern ein, wodurch Sword Art Online – The Movie: Ordinal Scale der erste Film seit Your Name. – Gestern, heute und für immer von Makoto Shinkai war, der die Top-Position in den Kinocharts nach Einspielergebnis und nach der Besucherzahl erreichen konnte.
In der Volksrepublik China landete der Film auf Platz 3 der Kinocharts und erreichte ein Einspielergebnis von mehr als 6 Millionen US-Dollar. Dabei wurde der Animefilm in 6.000 Kinosälen in ganz China gezeigt. In den Vereinigten Staaten spielte Sword Art Online – The Movie: Ordinal Scale bis zum Oktober des Jahres 2017 über 1,3 Millionen Dollar ein. In Deutschland spielte der Animefilm am Premierenwochenende gut 31.000 Dollar ein, bis September waren es mehr als 300.000 Dollar.
Insgesamt wurde der Film in 27 Ländern in über 7.500 Kinos gezeigt.

### Rezensionen
Bernd Haasis von den Stuttgarter Nachrichten schreibt, dass sich der Film in die japanische Tradition einreihe, die Möglichkeiten und Folgen der Medienwelt zu reflektieren. Die Handlung, rund um die Rückverlagerung virtueller Handlungen in die Realität, wirke interessant. Zudem seien die Gefechte eindrucksvoll in Szene gesetzt. Dennoch, so Haasis, sei das Drehbuch nicht selbsterklärend: Viel Kompliziertes werde in „überfrachteten Dialogen erläutert“, denen zu folgen selbst Kennern des Franchises nicht leicht falle.
David Herger von Filmstarts.de vertritt die Meinung, dass der Versuch, kritische Töne in dem Fantasy-Abenteuer unterzubringen, nicht ganz geglückt sei. Wenn in dem Film vor der Gefährlichkeit des Spiels Ordinal Scale für das menschliche Gedächtnis gewarnt wird, stecke darin Kritik an unreflektierter Technikgläubigkeit und autoritärer Entmenschlichung. Diese verpuffe aber mit der Erkenntnis von „Kirito und Co“, dass das Leben in der virtuellen Realität ungefährlicher und gemeinschaftlicher sei. Dieses Missgeschick verblasse allerdings hinter beeindruckenden Schauwerten. Diese macht Herger in den Kämpfen Kiritos und seiner Gefährten gegen fantastische Wesen wie Minotauren und Drachen aus, deren furchteinflößendes Design als Augenschmaus beschrieben wird.
Filmdienst urteilte, dass es sich bei Sword Art Online – The Movie: Ordinal Scale um einen „flippigen, mitunter durch arge infantile Oberflächenreize verwässerten Science-Fiction-Animationsfilm“ handle, welcher dennoch auf bemerkenswerter Weise „kritisch mit den möglichen Folgen eines durch Computer beeinflussten Bewusstseins“ spiele.

### Auszeichnungen und Nominierungen
| Jahr | Auszeichnung          | Kategorie                   | für                                                    | Resultat                                 | Quellen     |
| ---- | --------------------- | --------------------------- | ------------------------------------------------------ | ---------------------------------------- | ----------- |
| 2017 | Newtype Anime Awards  | Best Work (Theatrical Film) | Sword Art Online – The Movie: Ordinal Scale            | Gewonnen                                 | [ 37 ]      |
| 2017 | Newtype Anime Awards  | Bester männlicher Charakter | Kirito                                                 | Gewonnen                                 | [ 37 ]      |
| 2017 | Newtype Anime Awards  | Bester weiblicher Charakter | Asuna                                                  | Gewonnen                                 | [ 37 ]      |
| 2017 | Newtype Anime Awards  | Bestes Maskottchen          | Yui                                                    | Platz 6                                  | [ 37 ]      |
| 2017 | Newtype Anime Awards  | Bestes Vorspannlied         | LiSA – Catch the Moment                                | Platz 2                                  | [ 37 ]      |
| 2017 | Newtype Anime Awards  | Bester Soundtrack           | Sword Art Online – The Movie: Ordinal Scale            | Gewonnen                                 | [ 37 ]      |
| 2017 | Newtype Anime Awards  | Bester Regisseur            | Tomihiko Itō                                           | Platz 4                                  | [ 37 ]      |
| 2017 | Newtype Anime Awards  | Bestes Screenplay           | Reki Kawahara                                          | Platz 3                                  | [ 37 ]      |
| 2017 | Newtype Anime Awards  | Bestes Charakterdesign      | Shingo Adachi (Charakterdesign) abec (Original Design) | Platz 5                                  | [ 37 ]      |
| 2018 | Academy Awards        | Bester animierter Spielfilm | Sword Art Online – The Movie: Ordinal Scale            | Shortlist (keine offizielle Nominierung) | [ 3 ] [ 4 ] |
| 2018 | AnimaniA Awards       | Bestes Charakterdesign      | Shingo Adachi                                          | Gewonnen                                 | [ 38 ]      |
| 2018 | AnimaniA Awards       | Bester Film                 | Sword Art Online – The Movie: Ordinal Scale            | Gewonnen                                 | [ 38 ]      |
| 2018 | AnimaniA Awards       | Beste Regie                 | Tomohiko Ito                                           | Gewonnen                                 | [ 38 ]      |
| 2018 | AnimaniA Awards       | Bestes Studio               | A-1 Pictures                                           | Gewonnen                                 | [ 38 ]      |
| 2018 | Trending Anime Awards | Animefilm des Jahres        | Sword Art Online – The Movie: Ordinale Scale           | 5. Platz                                 | [ 39 ]      |